# Gottfried Berthold
Gottfried Dietrich Wilhelm Berthold (ur. 16 września 1854 w Gahmen, zm. 7 stycznia 1937 w Getyndze) – niemiecki botanik.
Gottfried Berthold, potomek westfalskiej rodziny rolniczej z tak zwanego „Bertholdshof”, studiował biologię na Uniwersytecie w Getyndze. Ukończył go pracą o glonach. W 1889 roku poślubił Annę Brons. Mieli dwóch synów i córkę.
Około 1879 roku kilkakrotnie odwiedził stację zoologiczną w Neapolu, aby przeprowadzić testy na glonach, a następnie habilitował się w Getyndze w 1881 roku jako student Johannesa Reinke, ówczesnego profesora botaniki i pierwszego dyrektora Instytutu Fizjologii Roślin. Te pobyty promował Gustav von Goßler, który później wspierał go w mianowaniu na profesora. W 1887 Gottfried Berthold zajął stanowisko po Johannesie Reinke i był na nim aż do przejścia na emeryturę w 1923 roku. W 1887 został wybrany pełnym członkiem Akademii Nauk w Getyndze, a w 1888 r. członkiem Akademii Leopoldina.
Po tym, jak dobrze poradził sobie z opisem budowy glonów, w drugim okresie swojej pracy naukowej zajął się ich fizjologią, aby zrozumieć funkcjonowanie komórek i mechanizmów tycznych.
W naukowych nazwach utworzonych przez G. Bertholdta taksonów dodawany jest cytat Berthold.